# Martín Orozco Sandoval
Martín Orozco Sandoval (Santa María de los Ángeles, 25 giugno 1967) è un politico messicano, governatore di Aguascalientes dal 2016 al 2022.

## Biografia
Nato a Santa María de los Ángeles, nel Jalisco, Martín si laurea nel 1996 in contabilità pubblica presso l'Università Panamericana.

### Carriera politica
Entra in politica all'interno del Partito Azione Nazionale poco tempo dopo essersi laureato. Nel 1999 viene nominato segretario dello sviluppo sociale di Aguascalientes, carica che ricopre fino al 2001 poiché diventato deputato locale. Ricopre questo ruolo fino al novembre 2004.
Nello stesso anno si candida alle elezioni per diventare sindaco di Aguascalientes per il periodo 2005-2007, vincendo.
Nel 2010 diventa ufficialmente il candidato per il PAN alle elezioni per il governatore dello stato. Non viene però eletto, battuto dal candidato del PRI Carlos Lozano de la Torre. Due anni dopo viene eletto senatore in rappresentanza dell'Aguascalientes. Resta senatore però meno della normale durata poiché candidato nuovamente come governatore nel 2016.
Vince queste elezioni, battendo la candidata della coalizione PRI-PVEM-Nuova Alleanza-PT Lorena Martínez Rodríguez per solo due punti percentuali. Rimane in carica fino al settembre 2022.

## Vita privata
È sposato con Yolanda Ramírez Gutiérrez, con la quale ha due figli.